# Felix Nmecha
Felix Kalu Nmecha (sinh ngày 10 tháng 10 năm 2000) là một cầu thủ bóng đá chuyên nghiệp người Đức hiện đang thi đấu ở vị trí tiền vệ cho câu lạc bộ Bundesliga Borussia Dortmund và đội tuyển bóng đá quốc gia Đức.

## Sự nghiệp câu lạc bộ

### Manchester City
Nmecha ra mắt cho Manchester City khi vào sân thay Oleksandr Zinchenko ở phút thứ 67 trong trận chiến thắng 1–0 của Manchester City trong trận lượt về bán kết EFL Cup trước Burton Albion. Nmecha ghi bàn thắng quyết định trong trận chung kết U18 Premier League Cup vào ngày 19 tháng 3 năm 2019 trước U-18 Middlesbrough. Vào ngày 3 tháng 11 năm 2020, Nmecha đã kiến tạo cho João Cancelo trong trận ra mắt Champions League của anh cho Man City khi vào sân thay Kevin De Bruyne trong chiến thắng 3–0 trên sân nhà trước Olympiacos ở vòng bảng. Nmecha được City trả tự do sau khi hợp đồng của anh hết vào ngày 30 tháng 6 năm 2021.

### Wolfsburg
Nmecha gia nhập VfL Wolfsburg sau khi rời Manchester City cùng với anh trai Lukas. Trong hai mùa giải với câu lạc bộ, anh đã ra sân tại 50 trận đấu, bao gồm hai trận đấu ở Champions League trong mùa giải 2021–22 và ghi ba bàn trong mùa giải thứ hai ở Bundesliga, trong đó anh ghi một cú đúp vào lưới Bochum trong trận thắng 4–0 trước câu lạc bộ đó.

### Borussia Dortmund
Vào ngày 3 tháng 7 năm 2023, Nmecha ký hợp đồng có thời hạn 5 năm với Borussia Dortmund. Vụ chuyển nhượng này đã gây tranh cãi đối với những fan hâm mộ của Dortmund do những bình luận và bài đăng trên mạng xã hội được coi là kỳ thị người đồng tính và người chuyển giới của anh. Vào ngày 25 tháng 10 năm 2023, anh ghi bàn thắng đầu tiên cho Dortmund trong chiến thắng 1–0 trên sân khách tại St James' Park trước Newcastle United và đồng thời anh cũng ghi bàn thắng đầu tiên tại Champions League.

## Sự nghiệp quốc tế
Nmecha từng là cầu thủ trẻ quốc tế của Đức và Anh.
Vào ngày 17 tháng 3 năm 2023, anh lần đầu tiên được gọi lên đội tuyển quốc gia Đức cho các trận giao hữu trước Peru và Bỉ.

## Đời tư
Nmecha và anh trai Lukas sinh ra ở Hamburg nhưng cùng gia đình chuyển đến Anh vào năm 2007. Mẹ anh là người Đức và cha anh là người Nigeria. Sau khi mài giũa kỹ năng của họ ở quận Altona của Hamburg, việc chuyển đến Manchester đã giúp cả hai anh em nhà Nmecha thu hút sự chú ý của câu lạc bộ Premier League Manchester City. Cả hai đều gia nhập học viện của câu lạc bộ này.
Nmecha là một người theo đạo Kitô giáo. Anh đã nói: "Mỗi lần tôi ra sân, tôi tôn vinh Chúa mà không nghĩ về chính mình".

## Thống kê sự nghiệp

### Câu lạc bộ
Tính đến 11 tháng 11 năm 2023
| Câu lạc bộ          | Mùa giải            | Giải vô địch        | Giải vô địch | Giải vô địch | Cúp quốc gia | Cúp quốc gia | Cúp Liên đoàn | Cúp Liên đoàn | Châu lục | Châu lục | Khác | Khác | Tổng cộng | Tổng cộng |
| Câu lạc bộ          | Mùa giải            | Hạng đấu            | Trận         | Bàn          | Trận         | Bàn          | Trận          | Bàn           | Trận     | Bàn      | Trận | Bàn  | Trận      | Bàn       |
| ------------------- | ------------------- | ------------------- | ------------ | ------------ | ------------ | ------------ | ------------- | ------------- | -------- | -------- | ---- | ---- | --------- | --------- |
| Manchester City     | 2018–19             | Premier League      | 0            | 0            | 0            | 0            | 1             | 0             | 0        | 0        | 0    | 0    | 1         | 0         |
| Manchester City     | 2019–20             | Premier League      | 0            | 0            | 0            | 0            | 0             | 0             | 0        | 0        | 0    | 0    | 0         | 0         |
| Manchester City     | 2020–21             | Premier League      | 0            | 0            | 0            | 0            | 0             | 0             | 1        | 0        | —    | —    | 1         | 0         |
| Manchester City     | Tổng cộng           | Tổng cộng           | 0            | 0            | 0            | 0            | 1             | 0             | 1        | 0        | 0    | 0    | 2         | 0         |
| Manchester City U21 | 2018–19             | —                   | —            | —            | —            | —            | —             | —             | —        | —        | 4    | 0    | 4         | 0         |
| Manchester City U21 | 2019–20             | —                   | —            | —            | —            | —            | —             | —             | —        | —        | 1    | 0    | 1         | 0         |
| Manchester City U21 | 2020–21             | —                   | —            | —            | —            | —            | —             | —             | —        | —        | 1    | 0    | 1         | 0         |
| Manchester City U21 | Tổng cộng           | Tổng cộng           | —            | —            | —            | —            | —             | —             | —        | —        | 6    | 0    | 6         | 0         |
| VfL Wolfsburg       | 2021–22             | Bundesliga          | 16           | 0            | 0            | 0            | —             | —             | 2        | 0        | —    | —    | 18        | 0         |
| VfL Wolfsburg       | 2022–23             | Bundesliga          | 30           | 3            | 2            | 0            | —             | —             | —        | —        | —    | —    | 32        | 3         |
| VfL Wolfsburg       | Tổng cộng           | Tổng cộng           | 46           | 3            | 2            | 0            | —             | —             | 2        | 0        | —    | —    | 50        | 3         |
| Borussia Dortmund   | 2023–24             | Bundesliga          | 10           | 0            | 1            | 0            | —             | —             | 4        | 1        | —    | —    | 15        | 1         |
| Tổng cộng sự nghiệp | Tổng cộng sự nghiệp | Tổng cộng sự nghiệp | 56           | 3            | 3            | 0            | 1             | 0             | 7        | 1        | 6    | 0    | 73        | 4         |

1. ↑  Bao gồm DFB-Pokal
2. ↑  Bao gồm EFL Cup
3. 1 2 3  Ra sân tại UEFA Champions League
4. 1 2 3  Ra sân tại EFL Trophy

### Quốc tế
Tính đến 28 tháng 3 năm 2023
| Đội tuyển quốc gia | Năm       | Trận | Bàn |
| ------------------ | --------- | ---- | --- |
| Đức                | 2023      | 1    | 0   |
| Tổng cộng          | Tổng cộng | 1    | 0   |